# Гиперпространственная крепость Макросс
«Гиперпространственная крепость Макросс» (англ. Super Dimensional Fortress Macross, яп. 超時空要塞マクロス Тё: Дзику: Ёсай Макуросу) — аниме в жанре классической космической оперы и меха про гигантский космический крейсер SDF-1 «Макросс», несущий на борту самолёты «Валькирия», способные трансформироваться из истребителей в мехи. За пределами Японии более известна американская версия, «Роботек», в основном состоящая из видеоряда «Макросса» с изменённым сюжетом и диалогами.

## Сюжет
1999 год. На Землю падает огромный метеорит, оказавшийся инопланетным космическим кораблем. Чтобы быть готовыми к появлению его хозяев, земляне начинают изучать и восстанавливать системы корабля.
Однако явившиеся пришельцы оказываются не владельцами корабля (названного «Макросс»), а их древними врагами. Главная пушка «Макросса» автоматически стреляет — и начинается война землян и инопланетян — гигантов Зентреди.
Несмотря на гигантский рост и совершенное знание военного искусства, Зентреди исключительно уязвимы — им незнакомы понятия «культура» и «любовь», и простая романтическая песня оказывается более мощным оружием, чем все боевые роботы экипажа «Макросса».
На фоне войны развивается любовный треугольник главных героев — пилота Итидзё Хикару, его начальницы, капитана Хаясэ Мисы, и начинающей поп-исполнительницы Лин Минмэй.

## Персонажи
Хикару Итидзё — Является одной из центральных фигур сериала. Хикару — начинающий лётчик-испытатель, волею судьбы попавший на борт «Макросса» в момент нападения Зентради на цивилизацию землян. После нападения внеземной цивилизации Хикару решает вступить в ряды Космических сил ООН, где и демонстрирует свой незаурядный талант пилотирования. Постепенно, завоёвывая опыт и уважение товарищей, он становится командиром эскадрильи «Черепов». Хикару изначально влюблён в начинающую певицу Линн Минмэй, с которой столкнулся ещё на Земле, но с боевым опытом меняются и его чувства. Встретив Мису, Хикару, поначалу воспринимавший её как начальника, начинает испытывать к ней более тёплые чувства, которые со временем перерастают в любовь.
сэйю: Арихиро Хасэ
Лин Минмэй — Эта красивая, но избалованная молодая девушка занимает все помыслы Хикару в начале сериала. После того, как Минмэй присудили титул Мисс Макросс во время первого конкурса красоты на борту SDF-1, она быстро становится звездой и, поставленная перед выбором — Хикару или артистическая карьера, выбирает карьеру. Это, однако, не мешает ей постоянно возвращаться к нему за моральной поддержкой в трудные времена. Лин Минмэй ненавидит войну и выступает за мир с Зентради.
сэйю: Мари Иидзима
Миса Хаясэ — потомственный военный, дочь адмирала Такаси Хаясэ. Несмотря на юный возраст, Миса — старший помощник на борту SDF-1 и прямой начальник Хикару. В начале сериала Миса терпеть не может Хикару, но постепенно эти чувства заменяются сначала уважением, а затем и любовью.
сэйю: Мика Дои
Капитан Бруно Дж. Глобал — итальянец, шкипер подводной лодки, который сначала был вовлечён в ремонт неопознанного космического корабля, а затем был назначен командиром SDF-1. Благодаря Глобалу SDF-1 смог избежать мгновенного уничтожения или захвата и выйти из под прямого удара Зентради, сжав пространство и переместившись к Плутону. В дальнейшем именно под командованием Глобала происходит оборона «Макросса» от атак милитаризированной цивилизации Зентради и возвращение на Землю. Когда Глобал начинает нервничать, он закуривает трубку.
сэйю: Митио Хадзама
Рой Фоккер — Именно благодаря Рою, своему учителю и «старшему брату», Хикару сменил гражданскую жизнь на кабину истребителя. Рой — заслуженный ветеран Всеобщей Гражданской Войны и один из первых лётчиков-испытателей новых истребителей «Валькирия». Вплоть до своей гибели в бою от рук аса Зентради Рой командовал знаменитой эскадрильей «Черепов». Смерть Роя — чудовищный шок для Хикару, который всегда мог положиться на опытного лётчика в трудную минуту, и в бою, и в жизни.
Молодой Рой Фоккер является одним из ключевых персонажей OVA Macross Zero.
Сэйю: Акира Камия

## Список серий
| Номер | Название                                                                        | Дата показа в Японии |
| ----- | ------------------------------------------------------------------------------- | -------------------- |
| 1     | Ловушка «Būbī Torappu» (ブービー・トラップ)                                     | 3 октября 1982 года  |
| 2     | Обратный отсчёт «Kaunto Daun / Count Down» (カウント・ダウン)                   | 3 октября 1982 года  |
| 3     | Свёртывание «Supēsu Fōrudo» (スペース・フォールド)                              | 17 октября 1982 года |
| 4     | Линн Минмэй «Rin Minmei» (リン・ミンメイ)                                       | 24 октября 1982 года |
| 5     | Трансформация «Toransu Fōmēshon / Trans Formation» (トランス・フォーメーション) | 31 октября 1982 года |
| 6     | Удар Дедала «Daidarosu Atakku» (ダイダロス・アタック)                           | 14 ноября 1982 года  |
| 7     | До свидания, Марс «Baibai Marusu / Byebye Mars» (バイバイ・マルス)              | 23 ноября 1982 года  |
| 8     | День Рождения «Rongesuto Bāsudē» (ロンゲスト・バースデー)                       | 28 ноября 1982 года  |
| 9     | Мисс Макросс «Misu Makurosu» (ミス・マクロス)                                   | 5 декабря 1982 года  |
| 10    | Игра вслепую «Buraindo Gēmu» (ブラインド・ゲーム)                               | 12 декабря 1982 года |
| 11    | Первый контакт «Fāsuto Kontakuto» (ファースト・コンタクト)                      | 19 декабря 1982 года |
| 12    | Побег «Biggu Esukēpu» (ビッグ・エスケープ)                                      | 26 декабря 1982 года |
| 13    | Синий ветер «Burū Uindo» (ブルー・ウインド)                                     | 9 января 1983 года   |
| 14    | Отчёт Глобала «Gurōbaru Repōto» (グローバル・レポート)                          | 16 января 1983 года  |
| 15    | Чайнатаун «Chaina Taun / China Town» (チャイナ・タウン)                         | 23 января 1983 года  |
| 16    | Сила амбиции «Kanfū Dandi / Kungfu Dandy» (カンフー・ダンディ)                  | 30 января 1983 года  |
| 17    | Духи прошлого «Fantazumu» (ファンタズム)                                        | 13 февраля 1983 года |
| 18    | Салат с ананасами «Pain Sarada / Pine Salad» (パイン・サラダ)                   | 20 февраля 1983 года |
| 19    | Эпицентр «Bāsuto Pointo» (バースト・ポイント)                                   | 27 февраля 1983 года |
| 20    | Потерянный рай «Paradaisu Rosuto» (パラダイス・ロスト)                          | 6 марта 1983 года    |
| 21    | Микрокосмос «Mikuro Kosumosu» (ミクロ・コスモス)                                | 13 марта 1983 года   |
| 22    | Концерт «Rabu Konsāto» (ラブ・コンサート)                                       | 20 марта 1983 года   |
| 23    | Беженцы «Doroppu Auto» (ドロップ・アウト)                                       | 27 марта 1983 года   |
| 24    | Прощай, подруга «Gubbai Gāru / Goodbye Girl» (グッバイ・ガール)                 | 3 апреля 1983 года   |
| 25    | Свадебный марш «Bājin Rōdo» (バージン・ロード)                                  | 10 апреля 1983 года  |
| 26    | Дипломат «Messenjā» (メッセンジャー)                                            | 17 апреля 1983 года  |
| 27    | По волнам любви «Ai wa Nagareru» (愛は流れる)                                   | 24 апреля 1983 года  |
| 28    | Фотоальбом «Mai Arubamu» (マイ・アルバム)                                       | 1 мая 1983 года      |
| 29    | Одинокая песня «Ronrī Songu» (ロンリー・ソング)                                 | 8 мая 1983 года      |
| 30    | Вива, Мария «Biba Maria» (ビバ・マリア)                                         | 15 мая 1983 года     |
| 31    | Чужие игрушки «Satan Dōru / Satan Doll» (サタン・ドール)                        | 22 мая 1983 года     |
| 32    | Разбитое сердце «Burōkun Hāto» (ブロークン・ハート)                             | 29 мая 1983 года     |
| 33    | Ночь, дождь «Reinī Naito» (レイニー・ナイト)                                    | 5 июня 1983 года     |
| 34    | Обманутые надежды «Puraibēto Taimu» (プライベート・タイム)                      | 12 июня 1983 года    |
| 35    | Сочельник «Romanesuku» (ロマネスク)                                             | 19 июня 1983 года    |
| 36    | Прощание «Yasashisa Sayonara» (やさしさ)                                        | 26 июня 1983 года    |